# Charaxes arthuri
Charaxes arthuri är en fjärilsart som beskrevs av Van Someren 1971. Charaxes arthuri ingår i släktet Charaxes och familjen praktfjärilar. Inga underarter finns listade i Catalogue of Life.